# Stadion Zimowy w Sosnowcu
Stadion Zimowy – kryte lodowisko w Sosnowcu.
Autorem projektu budynku był Zygmunt Fagas.
Swoje mecze rozgrywają w hali Zagłębie Sosnowiec oraz SMS I Sosnowiec. Hala może pomieścić 2125 widzów.
Na lodowisku rozegrano Mistrzostwa Świata Grupy B 1997,
23 listopada 2020 we wnętrzu hali miał miejsce pożar. 